# Университет Лугано
Университет Лугано (итал. Università della Svizzera italiana, USI, буквально Университет итальянской части Швейцарии) — университет, расположенный в Лугано, в итальянской части Швейцарии.

## Структура
Университет Лугано имеет пять факультетов:
- Архитектурный факультет,
- Экономический факультет,
- Факультет наук о коммуникации,
- Факультет информатики,
- Факультет биомедицины.

## Известные лекторы
- Марио Ботта
- Жиль Кепе́ль
- Лука Мария Гамбарделла
- Кай Хорманн
- Юрген Шмидху́бер
- Игорь Пивкин
- Олаф Шенк
- Наташа Шарыгина